# Stefano Lecchi
Stefano Lecchi (geb. zwischen 1803 und 1805 in der Gegend um Lecco und Mailand, gest. nach dem 12. Juni 1866) war ein italienischer Fotograf und Maler. Er gilt, zusammen mit John McCosh, als einer der ersten namentlich bekannten Kriegsfotografen. Seine Bilder zeigen unter anderem die Schäden nach den Kämpfen um die Römische Republik (1849). Sie sind der erste fotografische Bericht über die politischen Ereignisse des Risorgimento. Stefano Lecchi zog zeitweilig als Schausteller mit einem Diorama durch Frankreich, Großbritannien und die Schweiz. Lecchi entwickelte ein Verfahren zur Kolorierung von Daguerreotypien. Er wandte sich später der Kalotypie zu und hat neben Architektur- und Landschaftsaufnahmen auch Porträtfotos angefertigt.

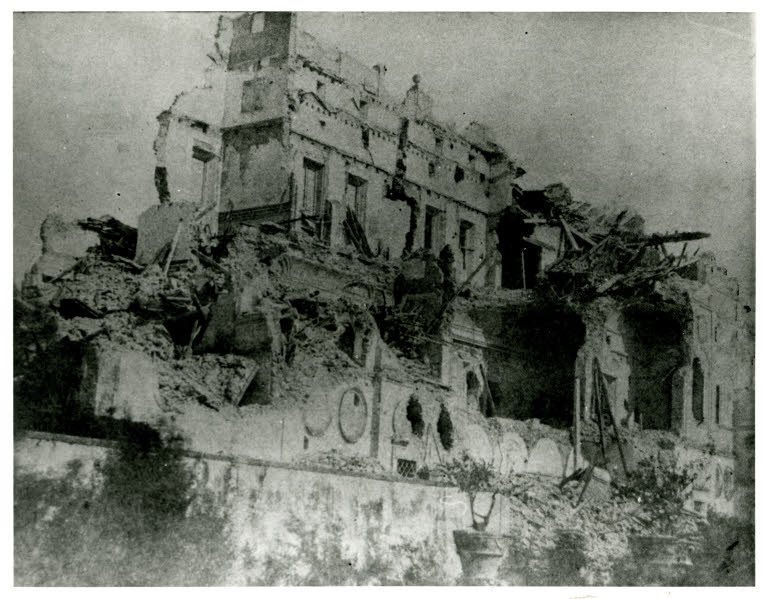
Ruine der Villa „il Vascello“ nach den Kämpfen um die römische Republik von 1849; Foto von 1849 von Stefano Lecchi.

## Lebensweg
Anfang des 19. Jahrhunderts, als Stefano Lecchi geboren wurde, bestand Italien aus zahlreichen voneinander unabhängigen Einzelstaaten. Das Land war ab März 1796 Schauplatz mehrerer militärischer Auseinandersetzungen zwischen Frankreich und Österreich und ihren jeweiligen Verbündeten. Ein Großteil des Lebens von Lecchi fiel in die politisch unruhigen Zeiten des Risorgimento, also der Bestrebungen zur Bildung eines unabhängigen Nationalstaates Italien, zwischen 1815 und 1870.
Sein Lebensweg ist nur bruchstückhaft bekannt und über sein Geburtsjahr gibt es widersprüchliche Angaben. Nach Caccialanza wurde er 1803 geboren. Der Autor beruft sich dabei auf die Geburtsurkunde eines der Söhne von Stefano Lecchi, ausgestellt am 19. Dezember 1840, der zufolge Lecchi zu diesem Zeitpunkt, also im Jahr 1840, 37 Jahre alt war. Nach Giovanni Bonello, Isotta Poggi und Silvia Paoli wurde er 1804 geboren. In anderen Quellen taucht 1805 als Geburtsjahr auf.
Stefano Lecchi war ein Sohn von Antonio Lecchi und Giuseppa Rossi. Am 24. April 1831 heiratete er die 1813 geborene Maria Anna Rizzo aus Palermo in Valletta auf Malta. Das Paar bekam vier Kinder: Achille, Mario, Antonia und Adelaide. Stefan Lecchi war zuvor offenbar bereits mit Laura Grammatico verheiratet gewesen, inzwischen aber verwitwet.
Achille, das erste Kind von Stefano und Maria Anna Lecchi, wurde offenbar 1838 in Paris geboren. „Marin Antoine“ (Mario), ihr zweites Kind, wurde am 17. Dezember 1840 in Toulon geboren. Das dritte Kind, Antoinette Anne (Antonia oder Antonina) Lecchi, wurde am 28. September 1845 in Marseille geboren. Das vierte Kind, Adelaide, wurde am 12. Dezember 1849 in Rom geboren.
Lecchi zog ab etwa 1836 mit seinem Diorama („Cosmorama“) durch Europa, welches im Juli 1836 in Saint Helier auf Jersey, ab Ende August 1836 in Paris, im Januar 1838 erneut in St. Helier auf Jersey, im Juni 1840 in Toulouse, im August 1840 in Nîmes, im September 1840 in Marseille und im Dezember 1840 in Toulon gezeigt wurde. Ende April/ Anfang Mai 1841 gastierte Lecchi mit seinem Diorama in Genf.
Zu Beginn seiner Fotografentätigkeit arbeitete Lecchi offenbar ausschließlich mit Daguerreotypien und entwickelte ein Verfahren, diese nachträglich von Hand in lebensechten Farben zu kolorieren. In den 1840er Jahren wandte er sich dann jedoch offenbar der Kalotypie bzw. Talbotypie zu. Während man mit dem Verfahren von Louis Daguerre nur Unikate erzeugen kann, ermöglicht das von William Henry Fox Talbot entwickelte Kalotypie-Verfahren die Herstellung von nahezu beliebig vielen Abzügen.
1848 war Lecchi offenbar in Pisa, 1849 kam er mit seiner Familie nach Rom. Dort malte und fotografierte er zunächst Veduten und verkaufte sie an die schon damals zahlreichen Rom-Pilger und -Besucher. Im Jahr 1848 kam es auch in Rom zu revolutionären Umbrüchen, im Februar 1849 richteten Revolutionäre dort die laizistische Repubblica Romana ein, doch schon nach fünf Monaten wurde diese von französischen und spanischen Truppen besiegt. Direkt im Anschluss an die Kämpfe zog Lecchi in die Kampfgebiete, um dort die Folgen dieses Krieges abzulichten – seine Bilder in und bei Rom vermitteln einen Eindruck vom Ausmaß der damaligen Zerstörungen. Anders als in der Kriegsmalerei seiner Zeit drücken Lecchis Fotografien nichts Heroisches aus, vielmehr wirken seine Bilder zerstörter Brücken und Gebäude erschreckend.
In der zweiten Hälfte der 1840er Jahre erhielt Lecchi einen Auftrag des Königs von Neapel, Ferdinand II., die archäologischen Ausgrabungen in Pompeji fotografisch zu dokumentieren. In den 1840er und 1850er Jahren war Lecchi – außer in Italien und Frankreich – offenbar auch in Tunesien tätig.
In Rom blieb Lecchi – mit einer Unterbrechung im Jahr 1853 – von 1849 bis 1859. 1860 verließen Stefano Lecchi, seine Frau Maria Anna und ihr ältester Sohn Achille die Stadt. Spätestens ab März 1864 ist Stefano Lecchis Fotoatelier in Valetta auf Malta nachweisbar. Aus dieser Zeit existiert eine Fotografie Lecchis, die den Revolutionär Giuseppe Garibaldi zeigt und auf Malta aufgenommen wurde.
Offenbar sind die drei Lecchis von dort nach Alexandria in Ägypten gegangen, wo Maria Anna am 9. Mai 1882 im Alter von 69 Jahren starb. Ihr Sohn Achille Lecchi ist dort am 10. März 1898 gestorben. Todesort und -datum von Stefano Lecchi sind unbekannt. Nach einigen Autoren starb er um 1863. Bonello nennt als Sterbejahr 1864 und bezieht sich dabei auf eine Portraitfotografie von Giuseppe Garibaldi, die nach Bonello von Lecchi im März 1864 auf Malta aufgenommen wurde. Eine Visitenkarte seines Ateliers in La Valletta mit einer Fotografie von ihm ist sogar mit 12. Juni 1866 datiert.
Es gibt Hinweise darauf, dass Stefano Lecchi an einer degenerativen Nervenkrankheit (etwa der Parkinson-Krankheit) erkrankt gewesen oder an den Folgen eines Schlaganfalls gelitten haben könnte.